# サボー・レーリンツ
サボー・レーリンツ(Szabó Lőrinc 1900年3月31日 – 1957年10月3日)は、ハンガリーの詩人。

## 生涯
サボー・レーリンツはハンガリーのミシュコルツで生まれた。バラサギュルマトで育ち、デブレツェンにある学校にも通った。それからブダペストのエトヴェシュ・ロラーンド大学で学び、バビチ・ミハーイと親交を結ぶ。サボーは大学中退後、1921年に文芸誌「Az Est」で働き始める。やがて雑誌『Nyugat』に初めて詩を発表した。1922年に処女詩集『Föld, erdő, Isten』を刊行した。サボーは1927年に定期刊行物「Pandora」を創刊して編集者として務めた。
サボーはモリエール、ヨハン・ヴォルフガング・フォン・ゲーテ、ウィリアム・シェイクスピア、フランソワ・ヴィヨン、シャルル・ボードレール、サミュエル・テイラー・コールリッジの作品を翻訳した。
サボーはファシズムを絶賛し、ファシストの軍人ゲンベシュ・ジュラと交流した。ファシズム系団体であるヨーロッパ作家同盟のハンガリー支部の代表を務めた。
サボーはファシズムを支持したことから戦後は一時的に冷遇される。1957年にコシュート賞を受賞したが、同年秋にブダペストで死去した。

## 詩
- Föld, erdő, Isten 1922
- Kalibán 1923
- Fény, fény, fény 1926
- A Sátán műremekei 1926
- Te meg a világ 1932
- Különbéke 1936
- Harc az ünnepért 1938
- Régen és most 1943
- Tücsökzene' 1947
- A huszonhatodik év 1957